# Герасимов, Леонид Фёдорович
Леони́д Фёдорович Гера́симов (2 марта 1950, Челябинск) — советский хоккеист, вратарь.

## Карьера
Воспитанник челябинского «Трактора». Тренер ― Пётр Дубровин. С 1970 по 1971 год проходил военную службу в команде «Звезда» из Чебаркуля. В чемпионате СССР дебютировал в сезоне 1971/72. Всего за «Трактор» сыграл 292 матча в которых пропустил 1011 шайб. В сезоне 1976/77 стал бронзовым призёром первенства. В 1984 в составе «Химика» повторил это достижение. В 38 лет был приглашён главным тренером ЦСКА Виктором Тихоновым. В сезоне 1988/89 сыграл 5 матчей, пропустил 13 шайб и дважды стал обладателем Кубка европейских чемпионов. Всего в чемпионате СССР сыграл 511 матчей и пропустил 1725 шайб.
После завершения карьеры работал тренером в СДЮСШОР ЦСКА, воскресенском «Химике», сборной России, «Сибири», нижегородском «Торпедо», «Северстали» и СДЮШОР «Атлант».